# 泮塘
泮塘是一個鄉村，位于廣東省广州市荔湾区龙津西路、荔湾湖公园以及泮塘路、泮塘五约一带。
古时泮塘一带原为一片汪洋，到唐朝时由于珠江泥沙冲积而形成陆地，由于地势低平，多为池塘、洼地，後人们在塘边筑基，基上栽种荔枝、龙眼，塘内种植莲藕、菱角等。由于一半是池塘，故人们约定俗成称之为“半塘”。在古代，人们称学宫为“泮宫”或“泮水”，入学宫读书称为“入泮”。为图吉祥，“半塘”慢慢被改为“泮塘”。唐朝时为郑公堤、南汉为华林园所在。此地的池塘以种植茨菇、菱角、莲藕、茭笋、马蹄为主，因为其质量上佳，被誉为“泮塘五秀”。但随着城市发展，农田已建起住宅和工厂，现时仅泮塘五约只保留一些砖木结构的低矮民房。1958年，当局号召群众“义务劳动”，在泮塘内开挖荔湾湖，后建成荔湾湖公园。21世纪初，广州市人民政府开辟了连接中山八路和龙津西路的泮塘路并将其建设为“广州美食一条街”。
2007年广州市人民政府又打算清拆泮塘五约内民房，以腾出3.6万平方米土地扩建荔湾湖公园。2017年12月中發佈的廣州市歷史文化街區规划，則將村落街巷納入「保育」範圍。